# Heeresgruppe Süd
Heeresgruppe Süd (Armégruppe Syd) var en tysk armégruppe under 2. verdenskrig.
Tyskland benyttede to armégrupper til at invadere Polen i 1939: Heeresgruppe Nord og Heeresgruppe Süd. I dette felttog lededes Heeresgruppe Süd af feltmarskal Gerd von Rundstedt og hans stabschef Erich von Manstein.
Ved begyndelsen af operation Barbarossa var Heeresgruppe Süd en af tre armégrupper, som invaderede Sovjetunionen. Hovedmålet var at erobre Ukraine og hovedstaden Kijev. Ukraine var et vigtigt sovjetisk industricentrum og havde desuden gode landbrugsområder til at virkeliggøre Hitlers planer om lebensraum.
Heeresgruppe Süd skulle derefter avancere op langs Volga og rydde vejen for Heeresgruppe Nord og Heeresgruppe Mitte på deres vej mod henholdsvis Leningrad og Moskva.
For at udføre opgaven bestod armégruppen af Panzergruppe 1 samt de tyske 16., 17. og 18. arméer og de rumænske 3. og 4. arméer. Senere blev også den tyske 6. armé, som kæmpede i slaget om Stalingrad, underlagt armégruppen.
I 1942 blev Heeresgruppe Süd delt i Heeresgruppe A og Heeresgruppe B.